# Старк, Вадим Петрович

Вади́м Петро́вич Старк (31 января 1945, Ленинград — 6 марта 2014, Санкт-Петербург) — российский литературовед, исследователь творчества А. С. Пушкина, доктор филологических наук, кандидат искусствоведения.

## Биография
Окончил ЛГПИ им. А. И. Герцена (1975), где затем преподавал.
С 1988 года сотрудник, ведущий научный сотрудник отдела пушкиноведения Института русской литературы (Пушкинский Дом) РАН. Был учёным секретарём Пушкинской комиссии РАН, членом редколлегии и ответственным редактором ежегодного научного сборника «Временник Пушкинской комиссии».
В 1996 году защитил кандидатскую диссертацию «Идентификация персонажа и модели. Портреты и лица. XVIII — середина XIX вв.», в 2000 году — докторскую диссертацию в форме научного доклада «А. С. Пушкин и творчество В. В. Набокова».
Основатель и первый директор Музея В. В. Набокова в Санкт-Петербурге. Президент Набоковского Фонда, научный редактор «Набоковского вестника». Вёл передачу «Писатель на пороге вечности» на христианском «Радио Мария».
Супруга — филолог Н. К. Телетова (1931—2013).